# 수북초등학교
수북초등학교는 대한민국 전라남도 담양군 수북면 수북리에 있는 공립 초등학교이다.

## 학교 연혁
- 1926년 5월 15일 수북공립보통학교 개교
- 1938년 4월 1일 수북대방공립심상소학교로 개칭[2]
- 1941년 4월 1일 수북대방공립국민학교로 개칭[3]
- 1949년 12월 31일 수북대방국민학교 (교명 변경)[4]
- 1956년 4월 4일 수북국민학교 (교명 변경)
- 1996년 3월 1일 수북초등학교로 개칭[5]
- 1999년 3월 1일 수북남초등학교 통합
- 2019년 2월 13일 제92회 졸업 총(8,590명 배출)
- 2019년 9월 1일 제29대 교장 양경희 부임

## 학교 상징
- 우리 학교 꽃 - 철쭉 : 아름답고 우아한 심성
- 우리 학교 나무 - 향나무 : 신성함과 강한 의지의 발로
- 우리 학교 색 - 파랑 : 너와 나의 만남으로 푸른 꿈 실현

## 참고 자료
- 수북초등학교 - 한국교육학술정보원 학교알리미